# Артпанк
Артпанк (англ. Art Punk), або авангардний панк (англ. Avant Punk) термін, що застосовують до музичних гуртів, які грають панк-рок і постпанк, вводячи в музику елементи експериментального року й авангардної музики. Часто такі колективи пов'язані з мистецькими школами або зі світом мистецтва.
Найпершими гуртами, творчість яких критики визначали як «артпанк», були представники нью-йоркської сцени середини 70-х, такі як New York Dolls, Television, і Patti Smith. Такі колективи як Wire (більшість з музикантів якого були студентами мистецьких шкіл), і The Ex, які привнесли у своє панк-рокове звучання елементи джазу, нойзу, етнічної та авангардної музики, були названі авангардним панком. 
Пізніші гурти, наприклад, Dog Faced Hermans ішли їхніми стопами. Жанр no wave («ніякої хвилі») кінця 1970-х і початку 1980-х бачиться відгалуженням артпанку,, і його схарактеризував Мартін Рев з Suicide як «дійсно авангардне продовження рок-музики». 
Також до гуртів, яких називають «артпанком», належать Fugazi, та Goes Cube. Crass також відносять до артпанку, тому що вони залучали та застосовували інші форми мистецтва під час концертів.
У своїй книзі «Мистецтво в попмузиці» (Art into Pop), Саймон Фріт (Simon Frith) і Говард Хорн (Howard Horne) описали групу менеджерів панк-груп 1970-х років, як «найчіткіших теоретиків художнього панк-руху (art punk movement)». Боба Ласта з Fast Product визначено одним з перших, хто застосував теорію мистецтва для маркетингу, а Тоні Вілсон з Factory Records описаний як «той, хир застосував Баухаус-принцип для пошуку всіх товарів компанії». 
Анна Семере (Anna Szemere) поклала початок Угорської субкультурі артпанку до 1978 року, коли панк-група The Spions провела три концерти, які описали концептуалізм виконавського мистецтва артпанку, і «театр жорстокості» («theatre of cruelty») Антонена Арто, з його нео-авангардними, анархістськими маніфестами, розданими аудиторії. Wire Коліна Ньюмана (Colin Newman) позначили артпанк (art punk) у 2006 році, як «наркотик, обраний цілим поколінням».

## Визначення
Попри те, що жанр не має чіткого визначення чи особливого стилю, групи, що сприймаються як «артпанк», як правило, є групами, які поєднують: урізаний стиль рок-н-ролу, панк-року з «артистичними» елементами мінімалізму, інструментальної взаємодії, елементами традиційної народної музики різних культур (яскравий приклад: вплив афро-біту у пізніх Talking Heads), експерименти з ритмами, елементи джазу чи фанку, дисонанси та експерименти з шумом (концепції, що значною мірою походять від різновидів «мистецької музики», таких як сучасна класична музика, джаз та джаз ф'южн).
Ідеологічно артпанк схожий на артрок та прогресивний рок 1960-х та 1970-х років тим, що це зрештою рок-музика з вищим рівнем мистецьких амбіцій; однак, завдяки природженому мінімалістичному характеру панк-року, ця мистецька амбіція зазвичай схиляється до напрямку більш сучасної та експериментальної художньої музики, а не до старих європейських класичних структур, що надихали прогресивний рок (на прикладі композитора Глена Бранки, який працював та підтримував членів мистецької Нью-Йоркської ноу-вейв панк-сцени кінця 1970-х років, а сам тим часом створив твори, які були частиною його канону).

## Основні представники артпанку
- A Frames[14]
- Art Brut[15]
- Glenn Branca[16]
- Chicks on Speed
- Crass[17]
- Daughters[18]
- Devo[19]
- DNA[16]
- Dog Faced Hermans[5]
- The Fall[20]
- Химера[21]
- The Futurians[22][23]
- Gang of Four[24][25]
- Гражданская оборона[25][26]
- Richard Hell[27]
- Hot Hot Heat[28]
- Ikara Colt[29]
- The Membranes[30]
- The Monochrome Set[31]
- No Age[32]
- Pere Ubu[6]
- Pylon[33]
- The Death Set[34]
- The Raincoats[25][26]
- The Rakes[35]
- The Rapture[36]
- Scratch Acid[37]
- Scritti Politti[25][26]
- Talking Heads[38]
- Ted Leo and the Pharmacists[39]
- Television
- Wire[40]
- Yeah Yeah Yeahs[41]